# Pedro Martínez (obispo)
Pedro Martínez (Soria c - finales de 1249 o principios de 1250) religioso castellano, canciller del rey Fernando III y obispo de Jaén desde 1249.
Fue sucesor de Fray Domingo de Soria, y el primero que se intituló obispo de Jaén. Fernando III ya tenía pretensiones de trasladar la sede episcopal de Baeza a Jaén una vez reconquistada esta última ciudad, así, desde Córdoba envió un privilegio con fecha 6 de marzo de 1249 otorgando el título de Obispo de Jaén que fue confirmado por el papa Inocencio IV con una bula de 14 de mayo de 1249. En virtud de dicha bula la iglesia catedral de Baeza siguió asistida con seis u ocho canónigos, que equivalía a un tercio de los beneficios eclesiásticos, canónigos y racioneros de Jaén.
El nuevo obispo no pudo tomar posesión de la diócesis de Jaén, pues murió en el camino de Baeza a Jaén, y su cuerpo fue trasladado a la entonces mezquita aljama de Jaén, convertida en catedral y allí descansan sus restos.